# Isauru
Isauru foren un poble nòmada emigrat suposadament des d'Aràbia a partir del segle XIV aC, possiblement una branca dels pobles anomenats més tard arameus. No semblen tenir relació amb els isauris o isaures de Cilícia. Vers el 1300 aC apareixen lluitant contra el rei d'Assíria Arikdenili, que els va derrotar.